# Eamon Courtenay
Pour les articles homonymes, voir Courtenay.
Eamon Courtenay (né le 11 juin 1960), est un homme politique bélizien. Il est ministre des Affaires étrangères du 12 avril 2006 au 5 juin 2007.

## Biographie
Eamon Courtenay est nommé sénateur en 2006 pour la première fois, poste dont il démissionne définitivement en juin 2019. L'année suivante, il est nommé Ministre des Affaires étrangères, du Commerce extérieur et de l'Immigration. Lisa Shoman le remplace à ce poste en juin 2007, poste qu'il occupe à nouveau en novembre 2020, et jusqu'au 31 décembre 2023.